# Can Puig (Sant Martí de Llémena)
Can Puig és una masia de Sant Martí de Llémena (Gironès) inclosa a l'Inventari del Patrimoni Arquitectònic de Catalunya.

## Descripció
És un conjunt format per una masia i una pallissa. La pallissa, d'una nau, de parets de pedra volcànica i teulat a dues aigües, amb carener perpendicular a la façana, és de planta rectangular i té un forjat intermedi de fusta. És molt senzilla. Els cairats es veuen cremats.
La masia està molt modificada. A la façana principal cal ressaltar la porta i el balcó de llinda planera amb la inscripció: LLORENÇ COSTA 1702. La de la porta té també una creu i figures mig esborrades. Resta també una finestra de modillons. El teulat és a dues aigües i amb el carener asimètric i perpendicular a la façana principal. Presenta una casa nova adossada a la part posterior. L'interior presenta portes de pedra treballada. A les llindes hi ha la data: 1702.